# Ốc Đinh
Ốc Đinh (chữ Hán: 沃丁, trị vì: 1720 TCN-1692 TCN), tên thật Tử Huyến (子絢), là vua thứ năm nhà Thương trong lịch sử Trung Quốc.

## Thân thế
Ốc Đinh là con của Thái Giáp (太甲) – vua thứ tư nhà Thương. Khoảng năm 1721 TCN, Thái Giáp qua đời, Ốc Đinh lên nối ngôi.

## Trị vì
Trong thời gian ở ngôi, Ốc Đinh đã chuyển mộ Y Doãn (伊尹) ra đất Bạc và vào năm thứ 8 sau khi lên ngôi, ông cho tiến hành nghi lễ để tôn vinh Y Doãn. Một đại thần nhà Thương là Cữu Đan đã soạn thiên "Ốc Đinh" để khuyên mọi người theo gương Thành Thang. Sĩ Thanh (卿士) là tướng quốc dưới thời của Ốc Đinh.
Khoảng năm 1692 TCN, Ốc Đinh qua đời. Ông ở ngôi tất cả 29 (có tài liệu nói 19 năm). Em ông là Thái Canh (太庚) lên nối ngôi.
Giáp cốt văn khai quật tại Ân Khư không liệt kê ông là một trong những vị vua của nhà Thương .